# Tachisme
El taquisme (del francès tachisme, derivat de tache - taca) fou un estil de pintura abstracta desenvolupat durant els anys 1940 i 1950. Sovint se'l considera com l'equivalent europeu de l'expressionisme abstracte estatunidenc. Altres noms d'aquest moviment són l'art informal (similar a l'action painting) i abstracció lírica (relacionat amb l'abstracció lírica estatunidenca). Els artistes del Grup CoBrA i del japonès Gutai també estan relacionats amb el taquisme.

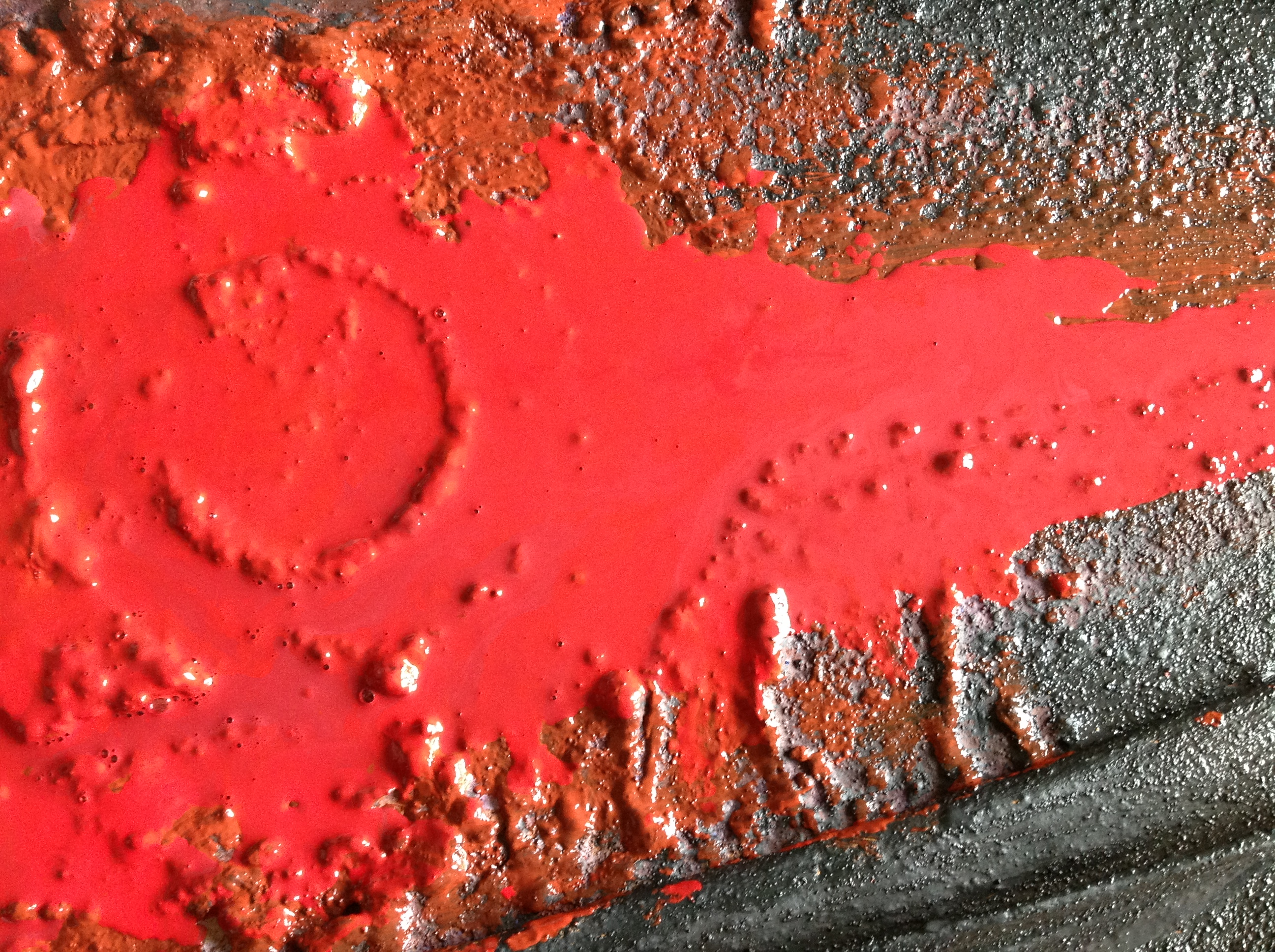
Jiménez-Balaguer

Després de la Segona Guerra Mundial el terme Escola de París sovint es referia al taquisme. Alguns dels membres més destacats foren Jean Dubuffet, Pierre Soulages, Nicolas de Staël, Hans Hartung, Serge Poliakoff i Georges Mathieu.
Segons Chilvers, el terme taquisme «s'utilitzà per primer cop en aquest sentit al voltant del 1951 (s'ha atribuït l'encunyació del terme als crítics francesos Charles Estienne i Pierre Guéguen) i circulà amplament a partir del llibre del pintor i crític francès Michel Tapié Un Art autre (1952).» 
El taquisme fou una reacció al cubisme i es caracteritza per una pinzellada espontània, degoteigs i taques de pintura directament provinents del tub, i de vegades gargots que recorden la cal·ligrafia.

## Artistes
- Pierre Alechinsky, (n. 1927) - (Grup Cobra)
- Karel Appel, (1921-2006) - (Grup Cobra)
- Jean René Bazaine, (1904 - 2001)
- Roger Bissière, (1888 - 1964)
- Norman Bluhm, (1921-1999)
- Camille Bryen, (1902 – 1977)
- Alberto Burri, (1915 - 1995)
- Jean Dubuffet, (1901 - 1985)
- Agenore Fabbri (1911-1998)
- Jean Fautrier, (1898 - 1964)
- Lucio Fontana (1899-1968)
- Sam Francis, (1923 - 1994)
- Elaine Hamilton (n. 1920)
- Hans Hartung, (1904 - 1989)
- Laurent Jiménez-Balaguer, (n. 1928)
- Paul Jenkins, (n. 1923)
- Asger Jorn, (1914-1973) - (Grup Cobra)
- André Lanskoy, (1902 - 1976)
- Georges Mathieu, (n. 1921)
- Henri Michaux, (1899 - 1984)
- Serge Poliakoff, (1900 - 1969)
- Maria Helena Vieira da Silva, (1908 - 1992)
- Pierre Soulages, (n. 1919)
- Nicolas de Staël, (1914 - 1955)
- Michel Tapié, (1909-1987)
- Antoni Tàpies, (1923-2012)
- Bram van Velde, (1895 - 1981)
- Wols (Alfred Otto Wolfgang Schulze), (1913 - 1951)
- Zao Wou Ki, (n. 1921)
- Las Tachas, (2013-)